# Леман, Эмери
Эмери Ченси Леман (англ. Emery Chance Lehman; род. 13 июня 1996 года, Милуоки, США) — американский конькобежец, многократный призёр Кубка мира по конькобежному спорту среди юниоров (северо-американский регион), национального чемпионата по конькобежному спорту в США в юниорской и взрослой возрастных категориях, а также прочих локальных и международных соревнований. Участник зимних Олимпийских игр 2014 (в семнадцатилетнем возрасте стал самым юным участником соревнования в команде США) и 2018 года.

## Биография
Эмери Леман родился в городе Милуоки, штат Висконсин, США. С девятилетнего возраста занимался хоккеем в одном из клубов в Чикаго, пока мать не переубедила его перейти в конькобежный спорт. Профессионально тренируется на базе клуба «ASE (Academy of Skating Excellence)», Милуоки. В клубе за его подготовку отвечает тренер Эрик Сипуран (англ. Eric Cepuran), а в национальной сборной — Том Кушман (англ. Tom Cushman). Обучался в Университете Маркетт (Милуоки) по специальности — инженер в гражданском строительстве.
Лучший, на данный момент, свой персональный показатель на соревновании международного уровня под эгидой ИСУ Леман продемонстрировал во время чемпионата мира по конькобежному спорту среди юниоров 2014 года, что проходил в норвежском городе Бьюгн. 8 марта 2014 на катке "Фоссенхаллен" по итогам всех забегов с результатом 155.808 очков он занял третье место в общем зачёте. Более высокие позиции он уступил соперникам из Нидерландов: Виллем Холверф (155.571 — 2-е место) и Патрик Руст (154.723 — 1-е место).
На зимних Олимпийских играх 2018 года, вторых в его карьере, Эмери Леман был заявлен для участия в забеге на 5000 м и командной гонке. 11 февраля 2018 года на Олимпийском Овале Каннына в забеге на 5000 м он финишировал с результатом 6:31.16 (+21.40). В итоговом зачёте Эмери занял 21-е место. 21 февраля 2018 года на Олимпийском Овале Каннына в командной гонке преследования американские конькобежцы с результатом 3:50.77 финишировали вторыми в финальном забеге группы D. В итоговом зачёте его команда заняла 8-е место. После этих Олимпийских игр Леман заявил, что собирается временно прекратить выступления, но пока не думает о завершении карьеры.